# کورتادو
کورتادو (به انگلیسی: Cortado) یک نوشیدنی قهوه است که از ترکیب اسپرسو و شیر بخارداده‌شده تهیه می‌شود. این نوشیدنی به‌خاطر تعادل بین طعم قوی قهوه و نرمی شیر، محبوبیت زیادی در کافه‌ها دارد. کورتادو به‌ویژه در کشورهای اسپانیایی‌زبان و در میان علاقه‌مندان به قهوه در سراسر جهان شناخته شده است.

## تاریخچه

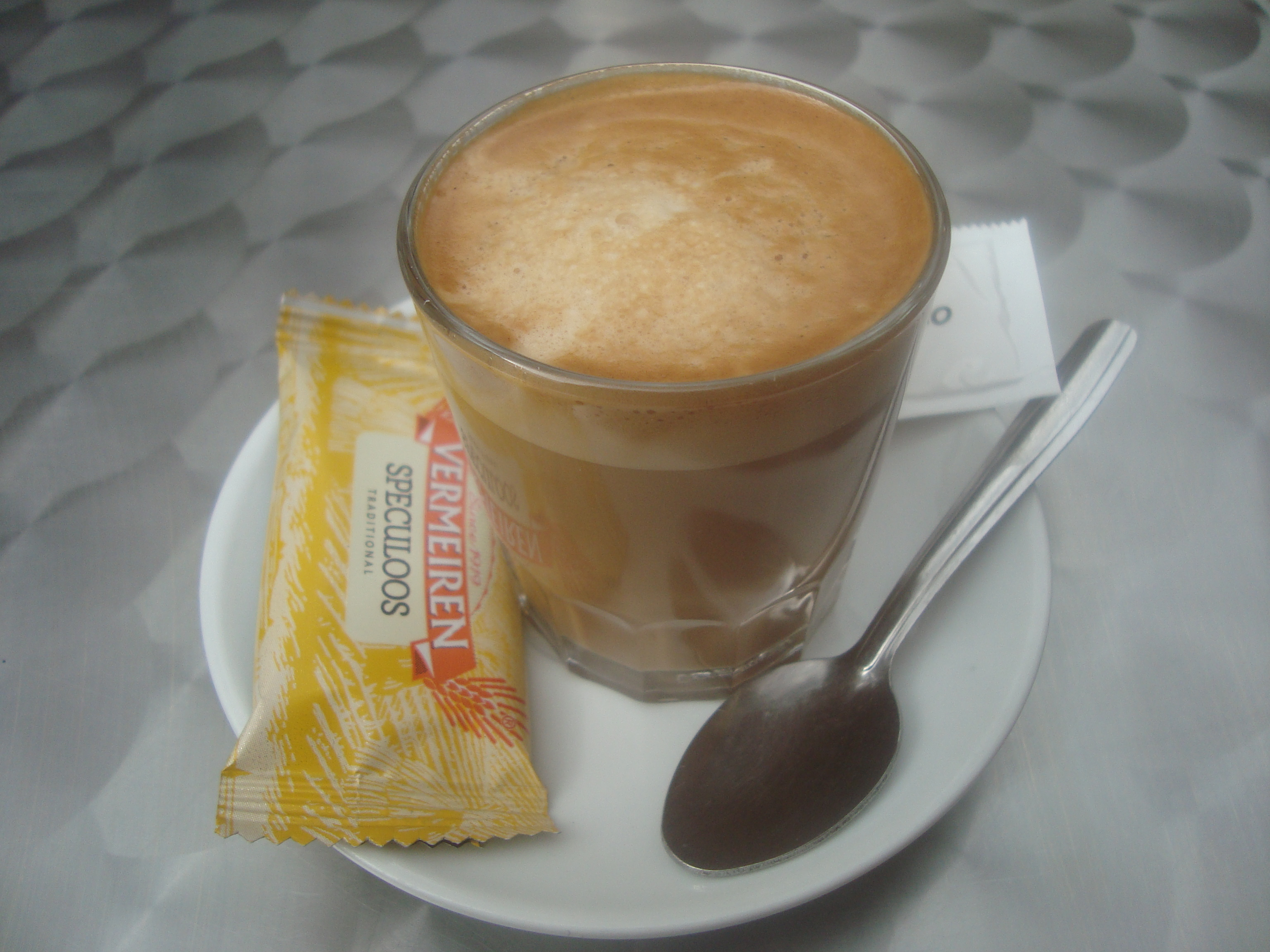
کورتادو‌یک نوشیدنی قهوه است که از ترکیب اسپرسو و شیر بخارداده‌شده تهیه می‌شود

کورتادو ریشه در فرهنگ قهوه اسپانیا دارد و نام آن از کلمه اسپانیایی «cortar» به‌معنای «برش دادن» گرفته شده است. این نام به این دلیل انتخاب شده که شیر بخارداده‌شده به‌نوعی طعم قوی اسپرسو را «برش» می‌زند و تعادل خوبی ایجاد می‌کند. کورتادو به‌تدریج به سایر نقاط جهان، به‌ویژه به کافه‌های آمریکای لاتین و ایالات متحده، گسترش یافته است.

## ترکیب و طرز تهیه

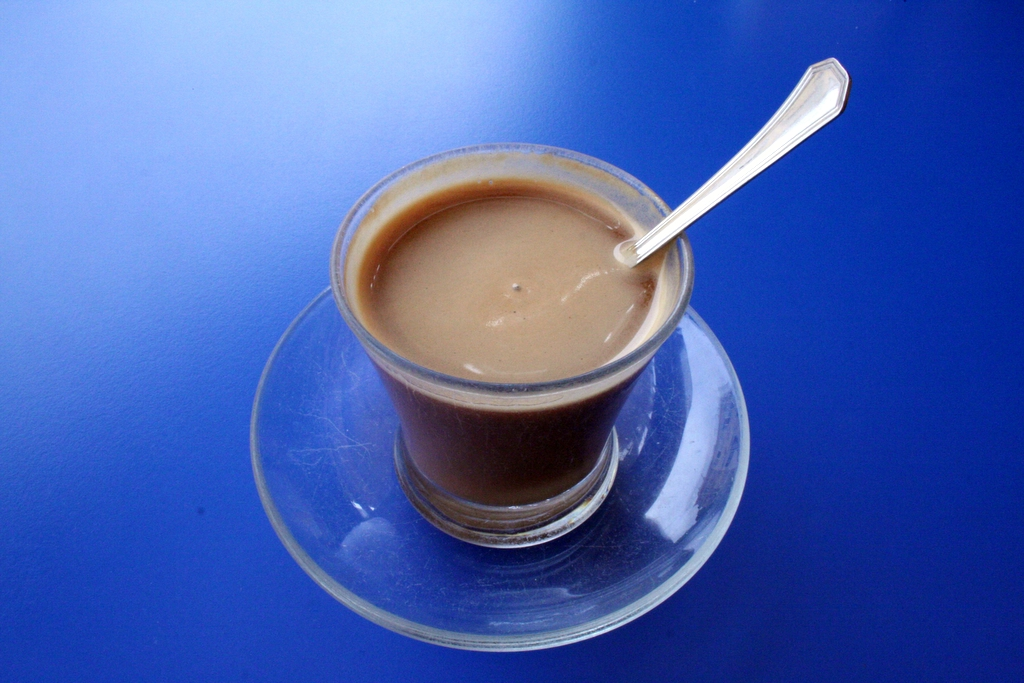

طرز تهیه کورتادو به شرح زیر است:
1. آماده‌سازی اسپرسو: برای تهیه کورتادو، معمولاً یک یا دو شات اسپرسو تهیه می‌شود. دانه‌های قهوه باید تازه و به اندازه مناسب آسیاب شوند.
2. بخار دادن شیر: شیر (معمولاً شیر کامل یا شیر بادام) بخار داده می‌شود تا بافتی نرم و کرمی به دست آید. مقدار شیر معمولاً کمتر از لاته یا کاپوچینو است.
3. ترکیب: اسپرسو و شیر بخارداده‌شده به نسبت یک‌به‌یک یا یک‌به‌دو ترکیب می‌شوند. این نسبت می‌تواند بسته به سلیقه شخصی متفاوت باشد.
4. سرو: کورتادو معمولاً در فنجان‌های کوچک سرو می‌شود و ممکن است با کمی فوم شیر روی آن تزئین شود.

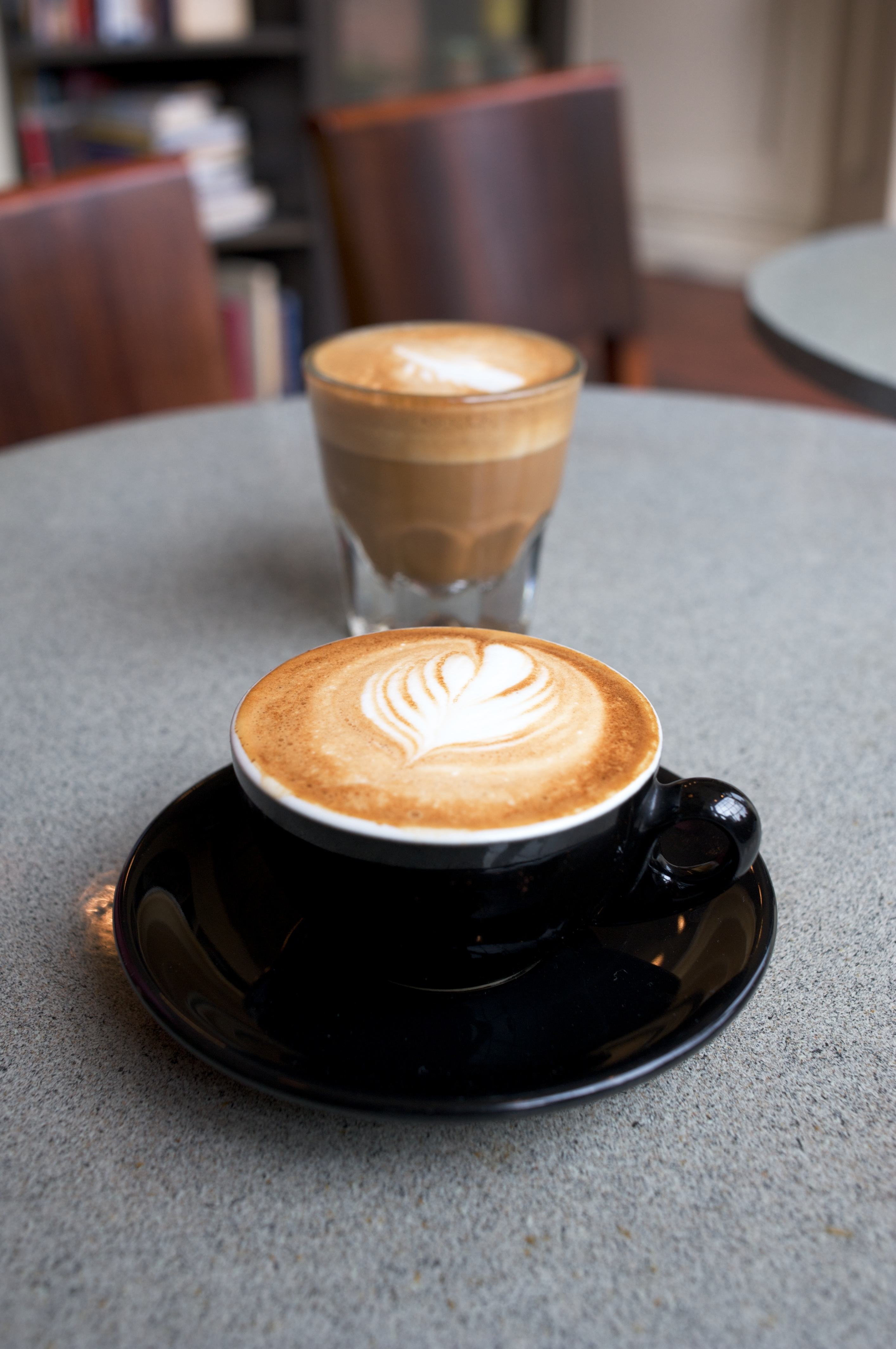
کورتادو و لاته ماکیاتو

#### طعم و عطر
کورتادو دارای طعمی متعادل است که ترکیبی از تلخی اسپرسو و نرمی شیر را ارائه می‌دهد. این نوشیدنی به خاطر نسبت مناسب قهوه و شیر، تجربه‌ای لذت‌بخش و دلپذیر برای علاقه‌مندان به قهوه فراهم می‌کند.

#### تفاوت با سایر نوشیدنی‌ها
کورتادو معمولاً با نوشیدنی‌های مشابه مانند لاته و کاپوچینو مقایسه می‌شود. تفاوت‌های اصلی به شرح زیر است:
- لاته: لاته معمولاً شامل مقدار بیشتری شیر و فوم شیر است و طعمی ملایم‌تر دارد.
- کاپوچینو: کاپوچینو معمولاً شامل نسبت‌های برابر اسپرسو، شیر بخار داده شده و فوم شیر است که باعث ایجاد بافتی پفکی و کرمی می‌شود.